# Howardena Pindell
Howardena Pindell (née le 4 avril 1943) est une peintre et plasticienne américaine. Son travail explore la texture, la couleur, les structures et le processus de création artistique. Il est souvent politique et aborde les questions croisées du racisme, du féminisme, de la violence, de l'esclavage et de l'exploitation. Elle est connue pour la grande variété de techniques et de matériaux utilisés dans ses œuvres. Elle a notamment réalisé des peintures abstraites, des collages, des dessins-vidéo et des procédés artistiques.

## Biographie

### Jeunesse et formation
Howardena Pindell naît à Philadelphie, en Pennsylvanie et est diplômée du lycée de filles de Philadelphie. Dès son jeune âge, elle a fait preuve de talent et ingéniosité dans ses cours d'art figuratif au Philadelphia College of Art, au Fleisher Art Memorial et à la Tyler School of Art. Elle obtient son baccalauréat de l'Université de Boston en 1965 et une maîtrise de l'Université Yale en 1967. Elle est également titulaire de doctorats honorifiques du Massachusetts College of Art and Design et de Parsons The New School for Design.

### Carrière
En 1967, Howardena Pindell commence à travailler au Museum of Modern Art (MoMA) de New York, au sein du département des estampes et des livres illustrés. Elle y reste pendant 12 ans (jusqu'en 1979) occupant diverses fonctions, notamment assistante d'exposition, assistante de conservation et conservatrice adjointe,,.
En 1972, Howardena Pindell cofonde la A.I.R. Gallery, forme inédite de galerie d'artistes femmes dirigée par des artistes elles-mêmes, aux États-Unis, en compagnie des 19 autres membres fondatrices dont Nancy Spero, Agnes Denes, Barbara Zucker, Dotty Attie, Judith Bernstein, Harmony Hammond, Maude Boltz, Louise Kramer. Lors de la première réunion, le 17 mars 1972, elle suggère de nommer la galerie : Eyre Gallery d'après le roman Jane Eyre de Charlotte Brontë. Les artistes ont plutôt décidé de choisir A.I.R. Gallery pour « Artists in Residence. » Ce lieu a permis aux femmes artistes de gérer leurs propres expositions, en prenant des risques avec leur travail, ce que les galeries commerciales ne faisaient pas.
Au milieu des années 1970, elle entreprendre de voyager à l'étranger en tant que conférencière. Ses séminaires s'articulent autour de problématiques de discriminations, comme « L'art américain et noir américain: étude historique » donné au Collège des arts et métiers de Madras en Inde, en 1975, ou « Artistes noirs, États-Unis » à l'Academy of Art d'Oslo, en 1976.
En 1977, alors qu'elle est conservatrice adjointe du département des estampes et des livres illustrés au MoMA,, elle passe ses nuits à créer ses propres pièces, puisant son inspiration dans de nombreuses expositions organisées par le musée notamment la collection de tuniques Akan batakari du musée présentée dans l'exposition African Textiles and Decorative Arts.
Actuellement, Howardena Pindell est professeure d'art à l'université Stony Brook, où elle enseigne depuis 1979. Après avoir obtenu son diplôme à l'université Yale en 1967, Howardena Pindell déménage à New York, où elle a commence à s'intéresser à l'abstraction et au collage, s'inspirant du travail de sa collègue Nancy Murata. Dans les années 1970, elle développe un style unique, basé sur l'utilisation de points, rappelant le minimalisme et le pointillisme. Après avoir travaillé avec des points, elle se penche sur les cercles, notamment grâce aux débris de papier résultant de sa production pointilliste. David Bourdon écrit à ce propos : « En 1974, Howardena Pindell développa une forme de pointillisme plus tridimensionnelle et plus personnelle utilisant un perforateur pour découper une multitude de disques en forme de confettis, qu'elle dispersa avec plus ou moins de préméditation sur la surface de ses photos,. Dans un dessin-collage sans titre datant de 1973, l'artiste se sert de plus de 20 000 points de papier numérotés à la main pour former des rangées verticales et horizontales avec une sérénité rythmique, unifiant ordre et chaos. »
En 1969, Howardena Pindell est reconnue pour sa participation à l'exposition American Drawing Biennial XXIII au Norfolk Museum of Arts and Sciences. En 1972, une première grande exposition au Spelman College d'Atlanta lui est consacrée.
En 1973, son travail avec des cercles a été salué lors d'une exposition à la A.I.R. Gallery, où son style s'est solidifié pour s'exprimer par le biais de « grandes peintures abstraites. » LA même année, Howardena Pindell entreprend la série Video Drawings. Sur les conseils de son médecin, elle acquiert un téléviseur pour son studio afin de l’encourager à ne pas travailler de longues heures sur ses travaux. Elle s’intéresse peu à peu à la lumière artificielle de l'écran et commence à écrire de petits chiffres sur de l’acétate, qu’elle colle à l’appareil et photographie. Ces expériences débouchent sur une longue série d’œuvres qui mettent en scène ses dessins sur des événements sportifs et des émissions, y compris les élections.
Howardena Pindell déclare avoir ressenti au cours de cette période une grande influence émanant du Black Power et des mouvements féministes, ainsi que de l'exposition à de nouvelles formes d'art au cours de son travail quotidien au MoMA et de ses voyages à l'étranger (en particulier en Afrique). Passionnée par les sculptures africaines présentées au MoMA et au Brooklyn Museum of Art, elle se réapproprie la pratique de l'encodage et de l'accumulation. En observant l'art africain, qui comporte des objets tels que des perles, des cornes, des coquillages, des cheveux et des griffes, l'artiste se met à incorporer des éléments supplémentaires, notamment du papier, des paillettes, de l'acrylique et des colorants.
Dans les années 1980, Howardena Pindell travaille également sur des toiles non étirées. Quelques œuvres de grande taille donnent l'effet de paraître totalement blanches à distance, mais en réalité de minuscules points de papier coloré, de paillettes et de peinture composent leur surface. Howardena Pindell compare cette expérience d'illusion de blanchissement de ses peintures à sa propre identité, afin de la rendre plus acceptable pour le monde de l'art, plus blanche. Cependant, elle est aussi critiquée par certains[Qui ?] car son travail n'est pas ouvertement politique.
En 1979, Howardena Pindell est victime d'un grave accident de voiture, à la suite duquel elle a subi une grave perte de mémoire. C'est à ce moment-là que son travail devient plus autobiographique, devant un moyen de se soigner,. Son tableau Autobiography, faisant partie d'une série de huit tableaux sur sa convalescence, utilise le corps de l’artiste comme point central. Pour cette pièce, elle coupe et coud un contour d'elle-même sur un grand morceau de toile d'un riche collage. Elle rassemble aussi des cartes postales d'amis et de ses propres voyages dans son travail qu'elle découpe et assemble avant de les peindre. Elle explique employer ces cartes postales pour faire travailler sa mémoire la mémoire perdue lors de l'accident de voiture.
En 1980, elle a réalisé une vidéo, intitulée Free, White, and 21, dans laquelle elle apparaît coiffée d'une perruque blonde, de lunettes noires et un bas pâle sur la tête, représentant une caricature de la femme blanche et évoquant le racisme elle a vécu toute sa vie. « Vous devez vraiment être paranoïaque », dit Howardena Pindell en interprétant cette caricature, « Je n'ai jamais vécu de telles expériences. Mais, bien sûr, je suis libre, blanc et 21 ans. » Le racisme prend progressivement de plus en plus d'ampleur dans le monde de l'art, elle publie elle-même de nombreux écrits et prend la parole pour évoquer la présence persistante du racisme au sein même du mouvement féministe. Elle organise à l'occasion à la A.I.R Gallery, l'exposition The Dialectics of Isolation: An Exhibition of Third World Women Artists of the US.
Elle réalise aussi qu'elle a souvent été sélectionnée pour une exposition en tant que femme noire, l'exemple symbolique parmi un groupe d'artistes. Elle décide de fonder avec Carolyn Martin un collectif d'artistes féministes noires : Entitled: Black Women Artists,.
Tout au long des années 1980, Howardena Pindell traite des expressions de l'identité par le biais de sa peinture, en particulier dans le cadre de sa propre négociation d'identités multiples (ses racines sont africaines, européennes, centro-américaines et caribéennes, et elle est née juive mais éduquée comme chrétienne). Ses œuvres deviennent de ce fait politiques, abordant les problèmes des femmes, le racisme, la maltraitance des enfants, l'esclavage et le sida. Selon l'artiste, parmi les critiques de ce nouveau travail, il y aurait une nostalgie pour son travail non politisé des années 1970.
Dans les années 1990, Howardena Pindell présente une série d'œuvres commémoratives et une série de peintures dans lesquelles son corps en silhouette est recouvert de mots tels que « « traite des esclaves ». Cette dernière série rappelle à un travail antérieur sur l’Afrique du Sud dont une toile découpée grossièrement cousue et le mot « Interrogation » posé au-dessus.
Pendant toutes ses années, Howardena Pindell voyage énormément et vit au Japon, en Suède et en Inde pendant un certain temps, tout en produisant de nouvelles œuvres et en donnant des conférences.

## Expositions
Depuis sa première exposition majeure à Spelman en 1971, Howardena Pindell a participé à de nombreuses expositions individuelles et collectives.

### Expositions personnelles (sélection)
- Paintings and Drawings by Howardena Pindell, Rockefeller Memorial Galleries, Spelman College, Atlanta, 7-23 novembre 1971
- Howardena Pindell, A.I.R. Gallery, New York, 1973
- Howardena Pindell: Works on Paper, Canvas and Video Drawings, Université d'État de New York à Stony Brook, 1979
- Howardena Pindell, Memory Series: Japan, A.I.R. Gallery, New York, 1983
- Howardena Pindell: Traveler’s Memories, Japon, Musée d'art de Birmingham, Alabama, du 20 janvier au 17 mars 1985
- Howardena Pindell: Traveler’s Memories, Inde, Galerie David Heath, Atlanta, du 5 février au 2 mars 1985
- Howardena Pindell: A Retrospective 1972–1992, Bevier Gallery, Rochester Institute of Technology, Rochester, du 13 novembre au 9 décembre 1992
- Howardena Pindell: A Retrospective 1972–1992, Art Gallery, Georgia State University, Atlanta, 14 juillet au 13 août 1993
- Witness to Our Time: A Decade of Work by Howardena Pindell, Heckscher Museum of Art, Huntington, New York, 1999
- Howardena Pindell: An Intimate Retrospective, Harriet Tubman Museum, Macon, du 7 mars au 7 avril 2001
- Howardena Pindell: Visual Affinities, Heckscher Museum of Art, Huntington, 15 mai au 27 juin 2004
- Howardena Pindell: Hidden Histories, Louisiana Art and Science Museum, Baton Rouge, du 10 janvier au 5 avril 2007
- Howardena Pindell, Honor Fraser, Los Angeles, du 11 septembre au 29 octobre 2015
- Howardena Pindell, Spelman College Museum of Fine Art, Atlanta, du 25 août au 5 décembre 2015
- Howardena Pindell: What Remains to Be Seen, Museum of Contemporary Art, Chicago, de 24 février au 20 mai 2018, et Virginia Museum of Fine Arts, Richmond, du 25 août au 25 novembre 2018

### Expositions collectives
Les œuvres d'Howardena Oindell sont montrées dans plusieurs grandes expositions collectives, telles que WACK! Art and the Feminist Revolution dans plusieurs villes d'Amérique du Nord de 2007 à 2009 et We Wanted a Revolution: Black Radical Women, aux États-Unis en 2017 et 2018.

## Collections (sélection)
- Brooklyn Museum, New York
- Metropolitan Museum of Art, New York
- Musée d'art contemporain de Chicago
- Musée des Beaux-Arts, Houston
- Musée d'Art Moderne, New York
- Galerie nationale d'art, Washington
- Académie des beaux-arts de Pennsylvanie, Philadelphie
- Musée d'art de Philadelphie
- Smithsonian Museum of American Art, Washington
- Centre d'art Walker, Minneapolis
- Musée d'art américain Whitney, New York

## Prix
Howardena Pindell reçoit une bourse de recherche du Guggenheim en peinture en 1987, le Most Distinguished Body of Work or Performance Award, décerné par la College Art Association en 1990, le Studio Museum of Harlem Artist Award, le Distinguished Contribution to the Profession Award from the Women's Caucus for Art et deux bourses d’ études de la part du National Endowment for the Arts,,,.